# 3 Kaszubski Dywizjon Lotniczy
3 Kaszubski Dywizjon Lotniczy – pododdział lotnictwa Marynarki Wojennej. Funkcjonował w strukturze Brygady Lotnictwa Marynarki Wojennej w latach 1996 – 2002.

## Historia
Rodowód 3 Dywizjonu Lotniczego jest nierozerwalnie związany z 7 Pułkiem Lotnictwa Specjalnego. W wyniku reorganizacji 7 PLS z dniem 1 stycznia 1996 roku został utworzony 3 Dywizjon Lotniczy i 5 Batalion Zabezpieczenia. Tym samym zakończył się proces formowania Brygady Lotnictwa Marynarki Wojennej.
W wyniku kolejnej restrukturyzacji lotnictwa Marynarki Wojennej z początkiem 2003 roku, dywizjon został przeformowany w 30 Eskadrę Lotniczą.

## Dowódcy
- kmdr ppor. pil. Mirosław Jankowski
- kmdr por pil. dypl. W. Kilarski

W dniu 30 sierpnia 1997 roku podczas uroczystej zbiórki jednostka otrzymała Sztandar ufundowany przez społeczeństwo gmin kaszubskich: Bytów i Sierakowice. Sztandar z rąk dowódcy Marynarki Wojennej admirała Ryszarda Łukasika odebrał dowódca dywizjonu.
Na podstawie decyzji Nr 155/MON z dnia 2 września 1997 dywizjon przejął dziedzictwo i stał się kontynuatorem tradycji następujących jednostek:
- klucz samolotów szturmowych Eskadry Lotniczej Marynarki Wojennej 1948-1949
- 30 Pułk Lotnictwa Marynarki Wojennej 1949-1957
- 30 Pułk Lotnictwa Szturmowego Marynarki Wojennej 1957-1960
- 30 Pułk Lotnictwa Myśliwsko-Szturmowego Marynarki Wojennej 1960-1967
- 7 Pułk Lotnictwa Myśliwsko-Szturmowego Marynarki Wojennej 1967-1982
- 7 Pułk Lotnictwa Myśliwsko-Bombowego Marynarki Wojennej 1982-1987
- 7 Pułk Lotnictwa Specjalnego Marynarki Wojennej 1987-1996

Na podstawie tej samej decyzji dywizjon przyjął nazwę wyróżniająca "Kaszubski", a doroczne Święto jednostki ustalono na dzień 28 sierpnia.

## Wyposażenie
W skład dywizjonu wchodziły dwie eskadry:
- eskadra A (rozpoznawcza) – na samolotach TS-11R
- eskadra B (patrolowo-rozpoznawcza) – na samolotach An-28 i An-2

Dywizjon był jednostką przeznaczoną do:
- prowadzenia rozpoznania operacyjno-taktycznego obiektów nawodnych;
- naprowadzania na wykryte obiekty sił uderzeniowych Marynarki Wojennej;
- wykonywania zadań transportowo-łącznikowych;
- wykonywania zadań ratowniczych na lądzie i morzu.

Dywizjon używał samolotów rozpoznawczych TS-11R do końca swojego istnienia, zostały one wycofane z lotnictwa Marynarki wkrótce po jego rozformowaniu, 25 lutego 2003 roku.